# 大禮議
大禮議是明朝嘉靖年间因明世宗欲為其生父兴献王朱祐杬追尊上号所引起的一场政治鬥争，發生於世宗登基不久之時。當時，世宗與楊廷和、毛澄為首的正德舊臣們之間發生矛盾。群臣認為世宗繼承了明武宗的帝位，理應以武宗之父明孝宗為尊，故要求世宗承認自己是過繼給孝宗，要認孝宗為嗣父，但世宗只認孝宗為伯父，故造成了以何者為世宗皇考（即宗法意义上的父親），以及世宗生父尊号的皇統問題发生了鬥爭。
大禮議歷時三年（1521年至1524年），以世宗施加皇權壓迫獲勝而告終。嘉靖十七年（1538年）九月，廷議追尊生父朱祐杬為睿宗献皇帝，祔於太廟，並改其陵墓名為顯陵。反對一方的官員被悉數削職致仕，許多官員因而感到不滿。

## 起因
明世宗朱厚熜是明憲宗之孫，明孝宗之侄，明武宗的堂弟，興獻王朱祐杬次子。明宪宗生十四子，长子次子早夭，三子为明孝宗，四子为興獻王。弘治七年，興獻王前往其封国安陆州就藩，正德二年八月初十日，朱厚熜生于興獻王邸。正德十四年六月十七日，兴献王薨。朱厚熜以世子身份居丧並決策封国政務。正德十六年三月，尚未除服，武宗特旨令其袭封。五天后（三月十四日），武宗驾崩，此时，朱厚熜尚未正式受封。
三月十四日，太監谷大用、張永抵達內閣，稱武宗在豹房去世。然而武宗无嗣，而明孝宗也无其他皇子在世。根據皇太后张氏之命，移殯到大殿，并交與內閣大學士討論由誰繼承皇位。內閣首輔楊廷和舉出《皇明祖訓》出示，並稱：
|  | 兄終弟及的祖訓，誰能褻瀆呢？興獻王的長子，是憲宗的孫子，孝宗的侄子，大行皇帝的堂弟，按倫序應當繼承皇位。 |

梁儲、蔣冕、毛紀等人都贊同，於是命令宦官入內宮啟奏皇太后，楊廷和等人在左順門下等候。不久，宦官奉遺詔與皇太后懿旨，宣諭群臣，全部按照楊廷和請求辦理，皇位之事遂定。三月十五日，皇太后派定国公徐光祚、寿宁侯张鹤龄、驸马都尉崔元、大学士梁储、礼部尚书毛澄、太监谷大用等前往安陆迎接朱厚熜，到北京即帝位。三月二十六日徐光祚等抵达安陆。正德十六年四月初一日，朱厚熜拜别其父陵墓，次日辞别母妃启程。四月二十二日，朱厚熜抵京师，止于郊外。当时朝廷官员就有关于以什么礼仪迎接兴献王世子朱厚熜的争论。礼部尚书毛澄根据杨廷和的授意，定议以皇太子即位的仪式。

## 經過

### 嗣統之爭
正德年間，大学士楊廷和曾幫武宗起草遺詔，這時卻被世宗利用，成為迫使杨廷和改變立場的利器。因為遺詔的內容是以武宗的語氣表示：
|            | 皇考孝宗敬皇帝親弟興獻王次子厚熜，聰明仁孝，德器夙成，倫序當立，已遵奉祖訓兄终弟及之文，告於宗廟，請於慈壽皇太后，與內外文武群臣合謀同詞，即日遣官迎取來京，嗣皇帝位。 |
| ——武宗遺詔 | |

其中，「嗣皇帝位」四字最為關鍵。朱厚熜对其右长史袁宗皋说：“遗诏以我嗣皇帝位，非皇子也。”但杨廷和仍要求朱厚熜按照礼部的方案（由东華门入，居文华殿），择日登极。但未行，最后是由皇太后令群臣上笺劝进，朱厚熜在郊外受笺，当天中午，从大明门入，随即在奉天殿即位，是為明世宗。诏书曰：“奉皇兄遗命入奉宗祧”。以明年为嘉靖元年。
四月廿七，世宗下令群臣议定武宗的谥号及生父的主祀及封号。以内阁首辅杨廷和为首的朝中大臣援引汉朝定陶恭王刘康（汉哀帝生父）和宋朝濮安懿王赵允让（宋英宗生父）先例，認為世宗既然是由小宗入繼大宗，就應該尊奉正統，要以明孝宗为皇考，興獻王改称“皇叔考兴献大王”，母妃蒋氏为“皇叔母兴国大妃”，祭祀时对其亲生父母自称“侄皇帝”。另以益王次子崇仁王朱厚炫为兴献王之嗣，主奉兴王之祀。五月初七，礼部尚书毛澄和文武群臣60余人将此议上奏皇帝，并声称朝臣中“有异议者即奸邪，当斩”。
對世宗而言，這等於背棄親生父親，絕對是不可接受的，雙方产生僵持。年方十五岁的世宗试图优抚杨廷和，并向毛澄厚赠黄金，欲使其改变主意，但两人都不为所动，幾次下詔尊加其父徽號也被楊廷和等大臣封還。但毛澄亦修改意见，认为将来世宗有子时，可以第二子取代朱厚炫成为兴王，继承其父亲的王统。

### 奉迎世宗生母禮節之爭
正德十六年七月初三，新科進士張璁上疏支持世宗，認為世宗即位是繼承皇統，而非繼承皇嗣，即所謂“繼統不繼嗣”，皇統不一定非得父子相繼，而且漢定陶王、宋濮王都是預先立為太子，養在宮中，實際上已經是過繼給漢成帝和宋仁宗，“其為人後之義甚明”。張璁建議世宗仍以生父為考，在北京別立興獻王廟。世宗見此奏章後大喜，稱“我父子得以保全了”。但張璁人單勢孤，難以動眾，世宗唯有先行妥協。但在奉迎生母蔣妃入京的禮儀上，世宗堅持行以迎皇太后之禮，遭到楊廷和反對後痛哭流涕，表示願意辭位，奉母返回安陸，楊廷和無奈之下只得讓步。當年十月，世宗以皇太后禮迎母親入宮，並追稱父親為帝。
三年之後，世宗的地位已穩固，試圖為父母封號加“皇”字。這時已被貶至南京刑部主事的張璁與同僚桂萼等揣測帝意，便紛紛上書重提舊事。兩人得以宣詔入京，委為翰林學士，專負責禮儀事項。以張璁和桂萼為中心，在朝廷中形成了支持、奉迎皇帝的“議禮派”，將議禮當作起家的政治資本，因此在醞釀了一段時間後，又重新挑起了議禮之爭。當时，湖廣總督席書曾草擬奏疏，附和张璁、霍韜的意見，稱兴献帝宜定號“皇考兴献帝”，吏部員外郎方獻夫也上疏，提出“继统不继嗣”之論。但兩封奏疏都沒能上呈。嘉靖三年（1524年）正月，世宗將二人的奏疏交付群臣再次集議，楊廷和見世宗有意變更前議，上疏請求致仕。此時，世宗的地位已穩固，早已厭惡楊廷和跋扈難制，就順水推舟同意楊廷和致仕歸里。
此時，頗感群龍無首的禮部尚書汪俊醞釀再一起集體諫諍。適逢主事侯廷訓據宗法作《大禮辨》，吏部尚書喬宇等人遂據此率羣臣近兩百五十人一同進言，反對世宗以興獻王為皇考。世宗不悅，下令更多的官員參與進議論中來。於是，給事中張翀等三十有二人，御史鄭本公等三十有一人，以及鄒守益等，也都抗章力論。狀元唐皋也上疏說：“陛下宜考所後以別正統，隆所生以備尊稱。”表面上是在調停，實際上傾向於反對。因為鄒守益是王陽明的大弟子，唐皋是前朝狀元，在朝中都屬於影響較大的文臣，世宗因此惱羞成怒，此次進言之人均被斥責、罰俸甚至罷黜。最後，汪俊等只好妥協：「於興獻帝、興國太后止各加一『皇』字，以備尊稱。」三月，世宗勉強同意稱父親為“本生皇考恭穆獻皇帝”，母親為“本生聖母章聖皇太后”。尊封祖母邵氏（明憲宗貴妃）為壽安皇太后，孝宗皇后張氏為昭聖慈壽皇太后，武宗皇后夏氏為莊肅皇后。

### 左顺门事件
嘉靖三年七月十二日（1524年8月11日），世宗詔諭礼部，去除父母尊號中的「本生」，十四日为父母上册文、祭告天地、宗庙、社稷，群臣哗然。正逢早朝剛結束，吏部左侍郎何孟春倡導眾人道：“憲宗時，百官在文華門前哭請，爭慈懿皇太后下葬禮節，憲宗聽從了，這是本朝的舊事。”楊廷和之子翰林院修撰楊慎亦稱：“國家養士百五十年，仗節死義，正在今日。”隨後編修王元正、給事中張翀等在金水橋南攔阻挽留群臣，何孟春、金獻民、徐文華等又號召群臣。隨後兩百余位朝廷大臣在左順門跪請世宗改變旨意。
| 部署         | 各部     | 左順門跪請官員名錄 |
| ------------ | -------- | --- |
| 六部九卿     | 六部九卿 | 金獻民兵部尚書、秦金戶部尚書、趙鑑刑部尚書、趙璜工部尚書、俞琳工部尚書，何孟春吏部左侍郎、朱希周禮部右侍郎、劉玉刑部左侍郎，王時中都御史、張潤都御史，汪舉寺卿、潘希曾寺卿、張九敍寺卿、吳祺寺卿，張瓚通政使、陳霑通政使，徐文華少卿、張縉少卿、蘇民少卿、金瓚少卿，張仲賢府丞，葛禬通政參議，袁宗儒寺丞 |
| 翰林院       | 翰林院   | 賈詠掌詹事府侍郎、豐熙翰林學士、張璧侍講、楊慎修撰、舒芬修撰、楊維聰修撰、姚淶修撰、張衍慶修撰、王元正編修、許成名編修、劉棟編修、張潮編修、崔桐編修、葉桂章編修、王三錫編修、余承勳編修、陸釴編修、王相編修、應良編修、王思編修，金皐檢討、林時檢討 |
| 給事中       | 給事中   | 張翀、劉濟、安磐、張漢卿、張原、謝蕡、毛玉、曹懷、張嵩、王瑄、張𦐿、鄭一鵬、黃重、李錫、趙漢、陳時明、鄭自璧、裴紹宗、韓楷、黃臣、胡納 |
| 監察御史     | 監察御史 | 王時柯、余翺、葉奇、鄭本公、楊樞、劉潁、祁杲、杜民表、楊瑞、張英、劉謙亨、許中、陳克宅、譚纘、劉翀、張錄、郭希愈、蕭一中、張恂、倪宗嶽、王璜、沈教、鍾卿密、胡瓊、張濂、何鰲、張曰韜、藍田、張鵬翰、林有孚 |
| 六部諸司屬臣 | 吏部     | 余寬郎中、党承志郎中、劉天民郎中，馬理員外郎、徐一鳴員外郎、劉勳員外郎，應大猷主事、李舜臣主事、馬冕主事、彭澤主事、張鵾主事，洪伊司務 |
| 六部諸司屬臣 | 戶部     | 黃待顯郎中、唐昇郎中、賈繼之郎中、楊易郎中、楊淮郎中、胡宗明郎中、栗登郎中、党以平郎中、何巖郎中、馬朝卿郎中，申良員外郎、鄭漳員外郎、顧可久員外郎、婁志德員外郎，徐嵩主事、張庠主事、高奎主事、安璽主事、王尚志主事、朱藻主事、黃一道主事、陳儒主事、陳騰鸞主事、高登主事、程旦主事、尹嗣忠主事、郭日休主事、李錄主事、周詔主事、戴亢主事、繆宗周主事、丘其仁主事、俎琚主事、張希尹主事，金中夫司務，丁律檢校 |
| 六部諸司屬臣 | 禮部     | 余才郎中、汪必東郎中、張𦒎郎中、張懷郎中，翁磐员外郎、李文中员外郎、張澯员外郎，張鏜主事、豐坊主事、仵瑜主事、丁汝夔主事、臧應奎主事 |
| 六部諸司屬臣 | 兵部     | 陶滋郎中、賀縉郎中、姚汝皐郎中、劉淑相郎中、萬潮郎中，劉漳员外郎、楊儀员外郎、王德明员外郎，汪溱主事、黃嘉賓主事、李春芳主事、盧襄主事、華鑰主事、鄭曉主事、劉一正主事、郭持平主事、余禎主事、陳賞主事，李可登司務、劉從學司務； |
| 六部諸司屬臣 | 刑部     | 相世芳郎中、張峩郎中、詹潮郎中、胡璉郎中、范錄郎中、陳力郎中、張大輪郎中、葉應驄郎中、白轍郎中、許路郎中，戴欽员外郎、張儉员外郎、劉士奇员外郎，祁敕主事、趙廷松主事、熊宇主事、何鰲主事、楊濂主事、劉仕主事、蕭樟主事、顧鐸主事、王國光主事、汪嘉會主事、殷承敍主事、陸銓主事、錢鐸主事、方一蘭主事； |
| 六部諸司屬臣 | 工部     | 趙儒郎中、葉寬郎中、張子衷郎中、汪登郎中、劉璣郎中、江珊郎中，金廷瑞员外郎、范鏓员外郎、龐淳员外郎，伍餘福主事、張鳳來主事、張羽主事、車純主事、蔣珙主事、鄭騮主事； |
| 六部諸司屬臣 | 大理寺   | 母德純寺正、蔣同仁寺正，王暐寺副、劉道寺副，陳大綱評事、鍾雲瑞評事、王光濟評事、張徽評事、王天民評事、鄭重評事、杜鸞評事 |

世宗在文华殿听闻门外哭声震天，命太監傳諭大臣們退朝，但群臣直到中午仍伏地不起，企圖迫使世宗屈服。楊慎等人撼門大哭，「聲震闕庭」。世宗震怒，令锦衣卫逮捕为首者八人，下诏狱。此举令其他人更为激动，冲至左顺门前擂门大哭，世宗再下令将五品以下官员一百三十四人下獄拷訊，四品以上官员八十六人停职待罪。七月十六日，世宗为母亲上尊号“章圣慈仁皇太后”。七月二十日，锦衣卫请示如何处理逮捕的大臣，世宗下令四品以上官员停俸，五品以下官员当廷杖责。因廷杖而死的共有十六人。
左顺门廷杖后，反对议礼的官员纷纷缄口，为时三年的“大礼议”以世宗获胜告终，到了九月，世宗更定大禮，改稱孝宗為皇伯考，生父為皇考，并编纂《大礼集议》和《明伦大典》。嘉靖十七年，世宗给太宗朱棣上尊号为“成祖启天弘道高明肇运圣武神功纯仁至孝文皇帝”，父亲为“睿宗知天守道洪德渊仁宽穆纯圣恭简敬文献皇帝”，并将睿宗献皇帝神主升袝太庙，大礼议事件至此最终结束。

## 历史评价
由於世宗重視父子天倫之情，後世普遍認為世宗的主張本來較合乎人性與倫理。
- 《明世宗实录》卷221：“（张璁）深于礼学，丰格隽拔，大礼之议，乃出所真见，非以阿世。”
- 《西园闻见录》卷26：“凡言礼而贵者，其人材皆磊磊，既无言礼，亦有以自见者哉！”
- 《辩定嘉靖大礼议》：“（张璁）似亦酒国中之能独醒者。”
- 赵翼《二十二史劄记·大礼之议》：“考孝宗之说，援引汉哀帝、宋英宗预立为储君者不同，第以伦序当立、奉祖训兄终弟及之文入继大统。若谓继统必继嗣，则宜称武宗为父矣。以武宗从兄，不可称父，遂欲抹杀武宗一代而使之考未尝为父之孝宗，其理本窒碍而不通。故璁论一出，杨一清即谓此论不可易也。”
- 谈迁《国榷》卷53：“永嘉（张璁）议礼，能以辩博济其说。即论星历，亦援据不穷。其见知于上，非偶然也。”
- 《御定通鉴纲目三编·嘉靖三年七月条》：“大礼议起，诸臣不能酌理准情，以致激成过举。及嘉靖欲去本生称号，自当婉言正谏，冀得挽回，乃竟跪伏大呼，撼门恸哭，尚成何景象！虽事君父，纲常所系甚重，然何至势迫安危？顾杨慎则以为仗节死义之日，王元正、张翀则以为万世瞻仰之举，俨然以疾风劲草自居，止图博一己之名，而于国事毫无裨益。”

## 影響

### 政治

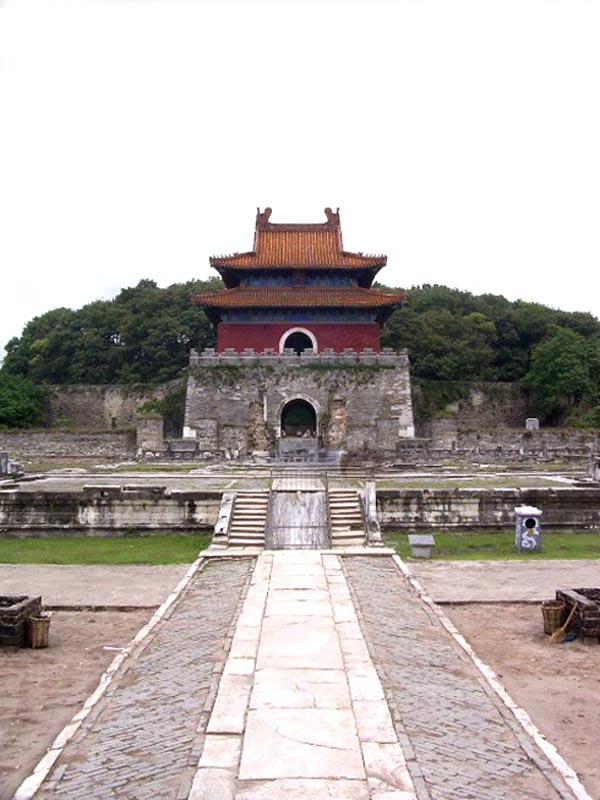
現位於湖北省钟祥市的明顯陵，為世宗之父兴献王朱祐杬及生母興獻王妃蒋氏的陵寝

大禮議最後以世宗的君權高壓結束，確立世宗羽翼丰满，并且由议礼的过程体会到了如何行使皇权的无上威严，此后变得獨斷獨行。如遇上不合自己心意的大臣，都會下獄廷杖。大礼议加强及建立了世宗的皇权专制，促成了世宗刚愎自用的政治作风。
大礼议使得议礼派“以片言至通显”，因迎合世宗而从下级官员升至首辅、六卿，使朝廷官员看到奉迎君主带来的好处，世宗亦通過这些大臣制約其他权臣。嘉靖十七年後，明朝內閣14個輔臣中，如徐階、顧鼎臣、嚴訥、夏言、郭樸、嚴嵩、袁煒、高拱，李春芳等，有9人是通過撰寫道教的青詞起家。

### 迁陵之议
世宗的父親獻皇帝陵寢遠在湖北安陸，世宗在大禮議取勝後，朝中也有人開始提議將顯陵北遷到北京天壽山安葬，但因可能勞民傷財而爭議多年，在張璁的力諫下，遷陵最終做罷。

### 禮儀祭祀
明太祖登极前后，曾命儒士、儒臣考礼、议礼，纂修了《大明集礼》。大礼议中，世宗本人也研读了许多有关礼制的书籍，因此明朝的许多祀典在嘉靖朝实行了更改，例如废除天地合祀，在北京四郊分设地坛、日坛、月坛，以及更改祭孔祀典和宗庙制度等。嘉靖元年三月，世宗在追尊兴献王为帝之後，并下令将兴献王园寝按帝陵规制进行改建。嘉靖二年（1523年）将陵区建筑黑瓦改为黄琉璃瓦。嘉靖三年三月，将兴献帝之陵定名为显陵。嘉靖六年十二月，“命修建显陵如天寿山七陵之制”，对显陵进行扩建，并亲自撰写显陵碑文。嘉靖七年建成方城明楼，立献皇帝庙号碑，并建红门、碑亭、石像生，共花费白银60万两，先后征用湖广布政司各府州县民夫兩萬餘人。

### 元世祖不与历代帝王同祀
嘉靖十年（1531年），北京历代帝王庙建成。翰林院修撰姚涞上《论元世祖不当与古帝王同祀疏》“请罢元世祖祀”，从礼法和民族矛盾出发，称“聖祖建廟以祀古帝王，崇德報功。不專以一統論也，故隋晉之主無與焉”；“仁覆天下之謂德，利濟羣生之謂功。……彼元世祖者、於夷狄信有功德矣、中國何賴焉？……古語有之：非是族也，不在祀典。”同时，从政治对立角度痛陈元政权与明政权之对立，指出故元暴政，"太祖高皇帝，声罪而扫之"，“惟其猾夏之罪深、故聖祖攘夷之功大；惟其亂華之禍慘，故聖祖誅暴之義彰；既以大義驅之，當以大義絕之”。"而今若在胡元故都崇祀元世祖，尤为不可，……使燕之遺民故老，復指其位而稱之非，所以樹風聲、垂典則、明大分、而嚴大防也"。世宗发下礼部复议，但礼部认为宜遵循旧制，于是奉祀如故。
嘉靖二十四年（1545年），礼科右给事中陈棐再度上疏，强烈要求取消对元世祖的祭祀，陈棐主要从政治对立的角度出发，表示“胡元为中国之所当驱，是中国决非胡元之所当居矣；中国非胡元之所当居，是胡元决非中国之所当祀矣。故必除胡君之祀，而后驱胡之功彰。臣固知祀忽必烈于帝王庙者，非皇祖之本心也，是则当黜也。”这次上疏得到礼部认可，未引起任何争议。世宗随即下诏废除南北两京对元世祖的一切祭祀，毁去其神主，永罢庙享。